# Агентство морської поліції Республіки Корея
Агентство морської поліції або Служба берегової охорони (ханг.: 해양경찰청 або 해경청, ханча: 海洋警察廳, англ. Korea Coast Guard, KCG) — південнокорейський правоохоронний підрозділ, який відповідає за безпеку на морі і контроль над узбережжям. Теперішня Корейська берегова охорона є зовнішнім, незалежним підрозділом при Міністерстві морських справ і рибальства.

## Історія
Управління берегової охорони було сформовано 23 грудня 1953 року в Пусані, в той же час було створено підрозділ морської поліції (кор. 해양경찰청) в складі Національного поліцейського управління. У жовтні 1962 року були створені нові бази в Інчхоні, Йосу, Пхохані і  Кунсані. У лютому 1963 року авіаційний підрозділ Корейської берегової охорони було закрито, а у 1980-х роках знову відкрилося.
В серпні 1991 року поліцейський підрозділ було перейменовано в Національне агентство морської поліції Кореї. У 2007 році Національне агентство морської поліції Кореї було інтегровано в Берегову охорону.
З листопада 2014 по липень 2017 року як Агентство морської безпеки було у складі Міністерства громадської безпеки і охорони.
В 2014 році берегова охорона Кореї була розпущена після того, як в квітні того ж року затонув  пасажирський пором Sewol в морі біля південно-західної частині острова Джиндо. Морська катастрофа забрала життя понад 300 осіб, в основному школярів, які були на екскурсії на острів Чеджу. Частина їх обов'язків з безпеки на морі перейшла до Національного агентства поліції, а операції з пошуку і порятунку - до Міністерства громадської безпеки і охорони.
Новообраний президент Мун Чже Ін оголосив про свій план реорганізації міністерств і урядових установ. Після затвердження Національною асамблеєю Берегова охорона Кореї була відроджена 26 липня 2017 року як незалежне зовнішнє агентство при Міністерстві океанів та рибного господарства.

## Структура
Служба берегова охорони Республіки Корея має свою штаб-квартиру в місті Інчхон що затоці Жовтого моря — Канхваман, і сотні невеликих станцій, що працюють вздовж узбережжя Корейського півострова. Агентство розділене на сім бюро (управлінь) і 23 відділи. У підпорядкуванні агентства знаходиться 13 станцій із 74 філіями і 245 відділеннями.
Інші підвідомчі установи включають в себе:
- Академія берегової охорони Кореї (кор. 해양경찰교육원)
  - Спеціальний рятувальний підрозділ берегової охорони Кореї (кор. 중앙해양특수구조단)
  - Центральна регіональна штаб-квартира Корейської берегової охорони (кор. 중부지방해양경찰청)
  - Західна регіональна штаб-квартира Корейської берегової охорони (кор. 서해지방해양경찰청)
  - Південна регіональна штаб-квартира Корейської берегової охорони (кор. 남해지방해양경찰청): 2 літаки CASA C-212 Aviocar і 4 гелікоптери (1 Bell 412, 1 AS565, 2 Ka-32)
  - Східна регіональна штаб-квартира Корейської берегової охорони (кор. 동해지방해양경찰청)
  - Регіональна штаб-квартира Корейської берегової охорони в Чеджу (кор. 제주지방해양경찰청)
  - Центр обслуговування берегової охорони Кореї (кор. 해양경찰정비창)

## Обладнання

### Авіація
| Літальний апарат     | Зображення | Виробництво | Кількість | Призначення          | Зауваження                                                            |
| Літаки               | Літаки     | Літаки      | Літаки    | Літаки               | Літаки                                                                |
| -------------------- | ---------- | ----------- | --------- | -------------------- | --------------------------------------------------------------------- |
| CASA C-212 Aviocar   |            | Іспанія     | 1         | пошуково-рятувальний | бортов рег. № B702                                                    |
| CASA CN-235-220M     |            | Іспанія     | 4         | пошуково-рятувальний | бортов рег. № B703~706                                                |
| Bombardier CL-604    |            | Канада      | 1         | пошуково-рятувальний | бортов рег. № B701                                                    |
| Гелікоптери          |            |             |           |                      |                                                                       |
| Камов Ка-32C         |            | Росія       | 8         | пошуково-рятувальний | бортов рег. № B502~509                                                |
| Bell-412SP           |            | США         | 1         | пошуково-рятувальний | бортов рег. № B501                                                    |
| AgustaWestland AW139 |            | Італія      | 2         | пошуково-рятувальний | бортов рег. № B516~518 (один, B516 – втрачено на Чеджу через падіння) |
| Eurocopter AS565MB   |            | Франція     | 5         | багатоцільовий       | бортов рег. № B510~515                                                |
| Sikorsky S-92        |            | США         | 1         | пошуково-рятувальний | бортов рег. № B519                                                    |

### Судна берегової охорони
| Проект / Клас                                                                    | На службі, кільк | Борт. № / Назва                                                          | Водотон (повна)                                   | Введен до складу                                       | Будівник | Озброєння                                                                |
| -------------------------------------------------------------------------------- | ---------------- | ------------------------------------------------------------------------ | ------------------------------------------------- | ------------------------------------------------------ | --- | ------------------------------------------------------------------------ |
| Великі патрульні кораблі                                                         |                  |                                                                          |                                                   |                                                        | |                                                                          |
| «Сем Бонг» (англ. Sam Bong)                                                      | 2                | ARS 5001 (KCG "Sam Bong") ARS 5002 (KCG "Lee Cheong Ho")                 | 6,350 тонн 6,500 тонн                             | 2002 2015                                              | Hyundai Heavy Industries | 1×76-мм OTO Melara (на 5002), 1×2 40-мм Doosan DST, 1×6 20-мм Sea Vulcan |
| «Тхе Пхен Ян» (англ. Tae Pyung Yang)(Тихоокеанський)                             | 13               | 3001 3002 3003 3005 3006 3007 3008 3009 3010 3011 (навч.) 3012 3013 3015 | 4450 тонн 3860 тонн 3900 тонн 4200 тонн           | 1994 1998 2003 2004 2005 2006 2008 2010 2012 2015 2015 | Hanjin Heavy Industries Hanjin Heavy Industries Hyundai Heavy Industries STX Offshore & Shipbuilding Hyundai Heavy Industries STX Offshore & Shipbuilding STX Offshore & Shipbuilding               | 1×2 40-мм,. 1 × 20-мм гармата, 1~4 човни RIB                             |
| «Дже Мін» (англ. Je Min)                                                         | 12               | 1501 1502 1503 1505 1506 1507 1508 1509 1510 1511 1512 1513              | 2200 тонн 2246 тонн 2700 тонн 2265 тонн           | 1988 1996 2000 2001 2004 2005 2007 2008 2011 2012      | Daewoo Shipbuilding & Marine Engineering Hanjin Heavy Industries Hyundai Heavy Industries Hanjin Heavy Industries Hyundai Heavy Industries STX Offshore & Shipbuilding STX Offshore & Shipbuilding  | 1×2 40-мм,. 1 × 20-мм гармата, 1 гелікоптер, два човни RIB               |
| «Хан-Ріка» (англ. Han-River)                                                     | 9                | 1001 1002 1003 1005 1006 1007 1008 1009 1010                             | 1530 тонн 1600 тонн 1630 тонн 1860 тонн 1530 тонн | 2012 2013 2015 1997 2002 2004 2009 2012                | Hyundai Heavy Industries Hyundai Heavy Industries STX Offshore & Shipbuilding STX Offshore & Shipbuilding Daewoo Shipbuilding & Marine Engineering Hyundai Heavy Industries Hanjin Heavy Industries | 1×2 40-мм,. 1 × 20-мм гармата, два човни RIB                             |
| Патрульні судна середніх розмірів                                                |                  |                                                                          |                                                   |                                                        | |                                                                          |
| «Тегегюк» (англ. Taegeuk)                                                        | 16               | 501~518                                                                  | 500 тонн                                          | н/д                                                    | Південна Корея | —                                                                        |
| «Хеурі» (англ. Haeuri)(тип A)                                                    | 22               | 300~303, 305~307, 308~323                                                | 300 тонн                                          | н/д                                                    | Південна Корея | —                                                                        |
| «Хаурі» (англ. Haeuri)(тип B)                                                    | 2                | 278, 279                                                                 | 250 тонн                                          | н/д                                                    | Південна Корея | —                                                                        |
| «Хаурі» (англ. Haeuri)(тип C)                                                    | 2                | 201, 202                                                                 | 200 тонн                                          | н/д                                                    | Південна Корея | —                                                                        |
| Малогабаритні патрульні судна                                                    |                  |                                                                          |                                                   |                                                        | |                                                                          |
| «Хаенурі» (англ. Haenuri)                                                        | 26               | 103~131                                                                  | 100 тонн                                          | н/д                                                    | Південна Корея | —                                                                        |
| "P" класа (тип A)                                                                | 82               | P01~P102, P105~P112, P127                                                | 30~50 тонн                                        | н/д                                                    | Південна Корея | —                                                                        |
| "P" класа (тип B)                                                                | 20               | —                                                                        | 30, 50 або 100 тонн                               | н/д                                                    | Південна Корея | —                                                                        |
| Спеціальні судна                                                                 |                  |                                                                          |                                                   |                                                        | |                                                                          |
| "S" класа (береговий патрульний катер)                                           | 53               | S01~S70                                                                  | 4,5 тонни                                         | н/д                                                    | Південна Корея | —                                                                        |
| пожежне судно                                                                    | 1                | —                                                                        | 200 тонн                                          | н/д                                                    | Південна Корея | —                                                                        |
| Response Vessel                                                                  | 33               | —                                                                        | 12, 50, 85, 140, 150, 450 тонн                    | н/д                                                    | Південна Корея | —                                                                        |
| Всепогодні судна на повітряній подушці (англ. All-Weather Amphibious Hovercraft) | 8                | —                                                                        | н/д                                               | н/д                                                    | Південна Корея | —                                                                        |

## Командування
- Генеральний комісар  Пак Кен Мін (липень 2017 – 2018)[4]
- Генеральний комісар Чо Хен Бай (червень 2018 – дотепер)[2]